# Kaha
Kaha (arab. قها) – miasto w Egipcie, w muhafazie Al-Kaljubijja. W 2006 roku liczyło 26 694 mieszkańców.